# Agnieszka Traczewska
Agnieszka Traczewska (ur. 2 marca 1969) – polska producentka filmowa i fotograficzka.
Ukończyła studia teatrologiczne na Uniwersytecie Jagiellońskim, pracowała jako menedżerka kultury, w roku 1989 stworzyła w Krakowie Studio Filmowe Largo, w którym powstały m.in. filmy dokumentalne „Zwyczajny marzec” (Adama Michnika opowieść o wydarzeniach Marca 1968), „Dworzec Gdański” (poświęcony żydowskiej emigracji z Polski w roku 1968), „Kocham Polskę” (o Młodzieży Wszechpolskiej), „Profesor” (portret Leszka Kołakowskiego), „Pokolenie 89", „Czarodziejska góra. Amerykański portret Czesława Miłosza”, „Bruno Schulz” czy „Zwyczajna dobroć” (portret Jerzego Turowicza).
Jako fotograficzka od 2006 roku tworzy serie zdjęć poświęconych chasydom przybywającym do Polski na groby cadyków oraz portretuje świat ortodoksyjnych społeczności żydowskich, zamieszkałych w Izraelu oraz Stanach Zjednoczonych. Za zdjęcie „First time” otrzymała w 2014 roku National Geographic Traveler Photo Award.

## Indywidualne wystawy fotograficzne
- 2009 – „Błogosławieństwo. O chasydzkim powrotach do miejsc”, Konsulat Generalny RP w Nowym Jorku, Stany Zjednoczone
- 2012 – „Agnieszka Traczewska Photography. Varia”, Photsoc. Le Festival de la photographie sociale, Sarcelle, Francja
- „Dzieci Eretz Izrael”
- 2012 – Muzeum Okręgowe w Tarnowie
- 2013 – Synagoga pod Białym Bocianem, Festiwal Simcha, Wrocław
- 2013 – Synagoga Wysoka, Festiwal Kultury Żydowskiej, Kraków
- 2014 – Muzeum Żydów Mazowieckich, Płock

## Nagrody
- 2014 – National Geographic Traveller Photo Award

## Filmy dokumentalne powstałe w Studiu Filmowym Largo

### 2014
- „Bruno Schulz”, reż. Adam Sikora

### 2013
- „Miłosz”, reż. Katarzyna Gondek
- „Była wojna”, reż. Maria Zmarz-Koczanowicz

### 2011
- „Wiera Gran, reż. Maria Zmarz-Koczanowicz

### 2010
- „Polska Jasienicy”, reż. Rafał Mierzejewski

### 2009
- „Zwyczajny marzec”, reż. Maria Zmarz-Koczanowicz. Nagroda Prezesa Stowarzyszenia Filmowców Polskich na Krakowskim Festiwalu Filmowym w 2009 roku oraz „Srebrna Kamera Dawida” w kategorii Długi Dokument na Warszawskim Festiwalu Filmów o Tematyce Żydowskiej w 2009 roku.

### 2008
- „Kocham Polskę”, reż. Maria Zmarz-Koczanowicz, Joanna Sławińska. Nagroda Główna w kategorii filmów dokumentalnych na Festiwalu Filmów z Europy Środkowo-Wschodniej „goEast” – Wiesbaden 2009 rok.

### 2006
- „Dworzec Gdański”, realizacja Teresa Torańska, Maria Zmarz-Koczanowicz. Nagroda Fundacji Monumentum Iudaicum Lodzense na Festiwalu Mediów „Człowiek w zagrożeniu”, Łódź 2007 rok

### 2005
- „Profesor”, reż. Maria Zmarz-Koczanowicz
- „Sówka Erwin”, reż. Adam Sikora
- „Boże Ciało”, reż. Adam Sikora. Nagroda za reżyserię na Guangzhou International Film Festival w Kantonie, Chiny, 2006 r., Nagroda Srebrnego Lajkonika na 46. Krakowskim Festiwalu Filmowym, Grand Prix Przeglądu Filmów „Nurt” 2005 w Kielcach

### 2004
- „Dziennik.pl”, reż. Maria Zmarz-Koczanowicz. Grand Prix Przeglądu Filmów „Nurt” 2004 w Kielcach

### 2003
- „Węgiel”, reż. Maria Zmarz-Koczanowicz
- „Pokolenie '89", reż. Maria Zmarz-Koczanowicz. Nagroda Brązowego Lajkonika na 43. Krakowskim Festiwalu Filmowym. Dystrybucja kinowa we Francji – L’Association Documentaire Sur Grand Ecran

### 2002
- „Człowiek zwany Nikiforem”, reż. Grzegorz Siedlecki
- „Siłaczka”, reż. Maria Zmarz-Koczanowicz
- „Świat wg Albina Siwaka”, reż. Maria Zmarz-Koczanowicz, Teresa Torańska
- „Noc z Generałem”, reż. Maria Zmarz-Koczanowicz, Teresa Torańska

### 2001
- „Czarodziejska góra. Amerykański portret Czesława Miłosza”, reż. Maria Zmarz-Koczanowicz

### 1999
- „Reżyseria: Yves Goulais”, reż. Krzysztof Lang
- „Benefis 40-lecia Wydawnictwa Znak”, reż. Jerzy Stuhr

### 1998
- „Zwyczajna dobroć”, reż. Maria Zmarz-Koczanowicz

## Programy cykliczne powstałe w Studiu Filmowym Largo 2001–2004
- „Rozmowy na koniec wieku” oraz „Rozmowy na nowy wiek” Katarzyny Janowskiej i Piotra Mucharskiego: dwa cykle, Program 1 TVP. Wśród rozmówców m.in.: M. Edelman, ks. A. Boniecki, Z. Beksiński, K. Pomian, St. Skrowaczewski, S. Idziak, P. Huelle, J. Pilch, A. Stasiuk, ks. J. Twardowski, I. Villquist, P.Słonimski, O. Tokarczuk, S. Juszczak, M. Łoziński, J. Ostaszewski, K. Penderecki, St. Radwan, J. Sempoliński, J. Olczak-Ronikier, L. Unger, Norman Davies, Z. Bauman. Nagrody: Wiktor dla najlepszego programu roku 2001, Nagroda im. D. Fikusa za rok 2001.
- „Rozmowy na czasie” Katarzyny Janowskiej i Piotra Mucharskiego, reż. Wojciech Smarzowski, Maria Zmarz-Koczanowicz, realizacja: Adam Sikora. 30 odcinków, Program 1 TVP. Wśród rozmówców m.in.: R. Buttiglione, T. G. Ash, A. Applebaum, B. Wildstein, J. K. Bielecki, M. Treliński, P. Kłodkowski, J. Pilch, T. Mazowiecki, B. Geremek, A. Holland, B. Linda, P. Trzaskalski, B. Skarga, A. Żuławski.